# Durhamville
Durhamville es un lugar designado por el censo ubicado en el condado de Oneida en el estado estadounidense de Nueva York. En el año 2010 tenía una población de 584 habitantes.

## Geografía
Durhamville se encuentra ubicado en las coordenadas 43°7′12″N 75°40′14″O / 43.12000, -75.67056.